# Tadeusz Łakomy
Tadeusz Łakomy (ur. 30 listopada 1933 w Zaborczu, zm. 3 czerwca 2020) – polski nauczyciel, regionalista i działacz społeczny.

## Życiorys
Absolwent I Liceum Ogólnokształcącego im. Stanisława Konarskiego w Mielcu (1951) oraz Wyższej Szkoły Pedagogicznej w Krakowie, gdzie uzyskał tytuł magistra historii. W latach 1953–1963 pracował jako pedagog w szkołach w Łączkach, Dąbiu, Łysakowie oraz Janowcu, gdzie pełnił funkcję kierownika szkoły. Następnie w latach 1963-1970 zaangażował się w działalność Związku Młodzieży Wiejskiej, pełniąc funkcję przewodniczącego Zarządu Powiatowego ZMW w Mielcu oraz członka Prezydium Zarządu Wojewódzkiego ZMW w Rzeszowie. Od 1970 roku kierował mieleckimi szkołami: Zasadniczą Szkołą Zawodową Dokształcającą, Zespołem Szkół Zawodowych Nr 1 oraz od 1975 roku do przejścia na emeryturę w 1991 roku - I Liceum Ogólnokształcącym.
Oprócz pracy zawodowej działał społecznie oraz kulturalnie. Był członkiem Gromadzkiej Rady Narodowej w Żarówce oraz dwukrotnie Powiatowej RN w Mielcu. Działał jako instruktor wiejskich zespołów teatralnych. Zasiadał w radach nadzorczych Banku Spółdzielczego oraz Powiatowego Zarządu Gminnej Spółdzielni „Samopomoc Chłopska” w Mielcu. W latach 1974–1990 pełnił funkcję prezesa Towarzystwa Miłośników Ziemi Mieleckiej, natomiast od 2001 roku był członkiem Zarządu tej organizacji. Pisał do regionalnej prasy („Korso”, „Mieleckie Zapiski”, „Nadwisłocze”), był również jednym z organizatorów prac nad monografią Mielca, do której opracował artykuły: Szkolnictwo zawodowe i Nauczycielski ruch związkowy (tom 2).
Został pochowany na cmentarzu komunalnym w Mielcu.

## Odznaczenia
W uznaniu zasług Tadeusz Łakomy został odznaczony Krzyżem Kawalerskim Orderu Odrodzenia Polski, Złotym Krzyżem Zasługi, Medalem 40-lecia Polski Ludowej, Medalem Komisji Edukacji Narodowej, Medalem za Długoletnie Pożycie Małżeńskie, Medalem „Opiekun Miejsc Pamięci Narodowej”, Odznaką 1000-lecia Państwa Polskiego, Odznaką „Zasłużony Działacz Kultury”, Brązową Odznaką „W Służbie Narodu”, Złotym Odznaczeniem im. Janka Krasickiego, Honorową Odznaką Rzemiosła, Odznaką Honorową „Za Zasługi dla ZMW” oraz Złotą Odznaką Jubileuszową TMZM.